# Alea iacta est
Alea iacta est е латинска крилата фраза и означава в превод „зарът е хвърлен“.
Изразът в тази версия е съобщен за пръв път от биографа Светоний:
На 10 януари 49 пр.н.е. Гай Юлий Цезар се появява с армията си на Рубикон, граничната река между провинция Цизалпийска Галия и Италия, която никой римски военачалник с войската си няма право да премине. Първо Цезар казва:
„Etiam nunc regredi possumus; quod si ponticulum transierimus, omnia armis agenda erunt.“
Или приблизително: „Още можем обратно, ако преминем този малък мост, ще трябва с оръжие да се оправяме.“ (Светоний: Divus Iulius, 31)
Докато той нерешително стои там, един овчар идва, грабва тромпета от един войник, пресича реката и свири тревога. След което Цезар казва:
„Eatur quo deorum ostenta et inimicorum iniquitas vocat. Iacta alea est.“
Или приблизително: „Там води пътят, където ни викат знаците на Боговете и мръсните дела на враговете. Хвърлен е зарът (жребият).“ (Светоний: Divus Iulius, 32f)
В днешно време приблизително: „Решението е взето“, „Няма вече връщане обратно“.
Плутарх съобщава, че Цезар цитира атинския драматург Менандър на гръцки, казвайки ἀνερρίφθω κύβος (нека жребият бъде хвърлен). Светоний дава латинския приблизителен еквивалент – alea iacta est (жребият е хвърлен).